# Georges van Havre
Georges Van Havre (Antwerpen, 17 mei 1871 - Wijnegem, 1 juni 1934) was een Belgisch politicus.

## Levensloop
Ridder Georges Van Havre was een kleinzoon van senator Gustave Van Havre en de zoon van Albert Van Havre (1842-1904) en van Inès van Ertborn (1846-1925). Hij trouwde met Nathalie du Bois de Vroylande (1875-1961), dochter van de gouverneur van Antwerpen Charles du Bois de Vroylande. Het gezin telde 10 kinderen. Drie zoons zorgden voor een uitgebreid nageslacht.
In 1919 werd hij benoemd tot burgemeester van Wijnegem en vervulde dit mandaat tot in 1934.
Van Havre werd in 1933 benoemd tot ere-voorzitter van de net opgerichte ornithologische vereniging De Wielewaal, wat louter een ceremoniële titel was. In het Wielewaalhuis in Turnhout wordt een brief van hem aan Frans Segers bewaard, waarin hij onder meer meldt dat zijn gezondheidstoestand niet erg goed is. Hij overleed dan ook een jaar later, op 1 juni 1934.